# Jean-François Bladé

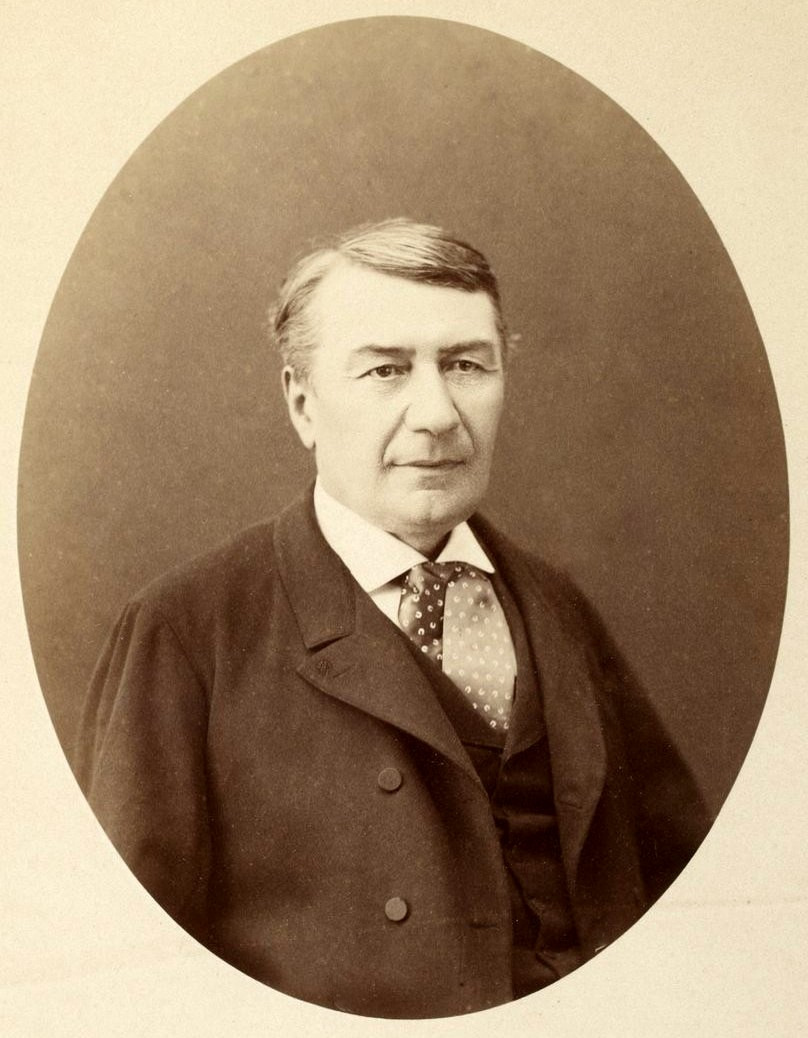
Jean-François Bladé

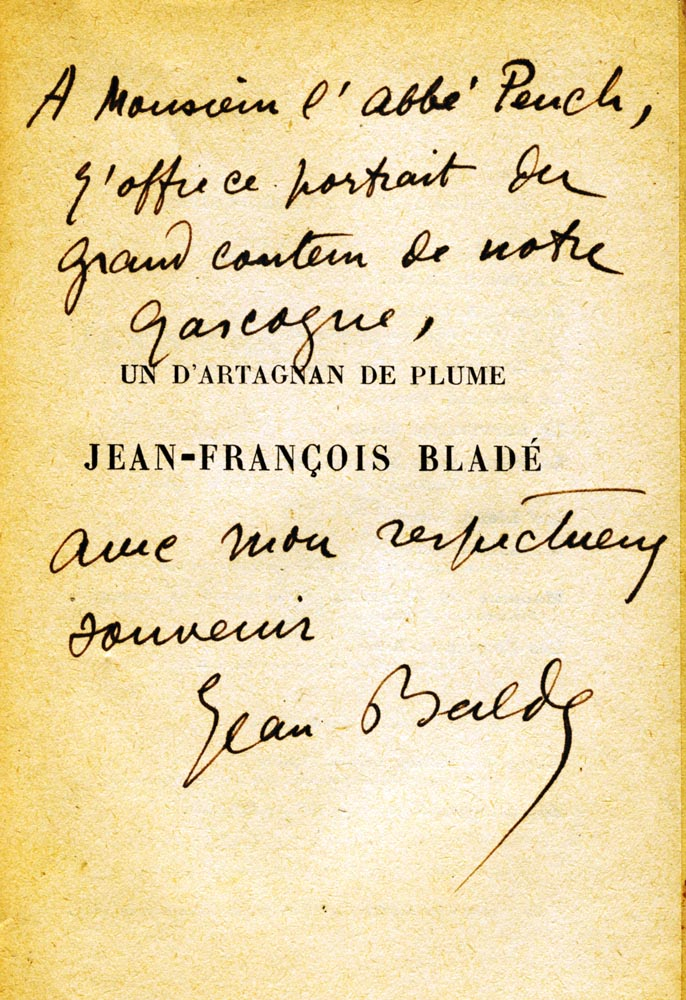
Widmung von Jean Balde (Jeanne Alleman, Bladés Großnichte) auf Un d'Artagnan de plume, Jean-François Bladé

Jean François Marie Zéphyrin Bladé, oder Jean-François Bladé (* 15. November 1827 in Lectoure; † 30. Juni 1900 in Paris) war ein französischer Ethnologe und Schriftsteller.

## Leben
Als Sohn des Notars Joseph-Marie Bladé und Adèle-Marie Liaubon wurde Jean François Marie Zéphyrin Bladé am 15. November 1827 in der Stadt Lectoure geboren. Durch seine Großmutter väterlicherseits, Marie de Lacaze aus Sainte Radegonde, und seine Großmutter mütterlicherseits, Marie Couture aus Bordeaux, wurde er mit den südfranzösischen Märchen der Gascogne vertraut. Hinzu kamen Märchenerzählungen von Landarbeitern und Mägden. In der Einleitung zur ersten Märchensammlung erinnert Blade an einen Erzähler besonders: Vater Cazaux: – Dieser Mann habe nur die Hälfte von dem, was er wußte weitergegeben und erzählte seine Märchen stets in der freien Natur. Von diesem Märchenerzähler hörte Bladé neben vielen anderen auch das Märchen von dem Grünen.
In Lectoure verbrachte Bladé seine Kindheit und Jugend. Nach Absolvierung des Gymnasiums studierte er nach 1850 an der Sorbonne in Paris Rechtswissenschaft. Aber auch Bladés sprachliche Begabung wurde in den Pariser Kaffeehäusern und Studentenkneipen bald zu einer Berühmtheit: Hier trug er Volkslieder und derbe Schwänke vor. Dort lernte Bladé Charles Baudelaire kennen und begegnete auch Anatole France, der Bladé in seinem Roman Monsieur Bergeret à Paris 1901 ein Denkmal setzte.
1855 kehrte Bladé nach Lectoure zurück und ließ sich dort als Rechtsanwalt nieder. Ab 1866 war er hier auch als stellvertretender Richter tätig. Zu dieser Zeit begann sich Bladé auch wieder verstärkt seinen literarischen Interessen zu widmen. Er beteiligte sich an heimat- und volkskundlichen Forschungen. 1867 veröffentlichte Bladé erste Ergebnisse seiner volkskundlichen Sammlungen in Zeitschriften, Kalendern und Leseheften. Hieraus ergaben sich Korrespondenzen mit Gelehrten wie Reinhold Köhler und Gaston Paris.
Die erste große Veröffentlichung erschien in drei Bänden unter dem Titel Poésies populaires de la Gascogne. Dieser folgte 1886 die dreibändige Märchensammlung Contes populaires de la Gascogne. Seine volkskundlichen Studien ergänzte Bladé durch wissenschaftliches Forschen: Unter anderem verfasste er eine Dissertation über die Heldenlieder der Basken und veröffentlichte 1869 eine Arbeit Studien über den Ursprung der Basken („Etude sur l'origine des basques“).
Am 30. Juni 1900 starb er dreiundsiebzigjährig. Seine Großnichte widmete ihm eine Biographie, die unter dem fiktiven Titel Jean Balde erschien.

## Werke
| - Goldfuß – Pieds-d’or (Gascogne und Pyrenäen) - Der Mann in allen Farben – L’homme de toutes couleurs (Gascogne und Pyrenäen) - Die Bestrafung der Königin – La reine châtiée (vgl. Hamlet); (Gascogne und Pyrenäen) - Der Jüngling und die große Bestie mit dem Menschenkopf – Le jeune homme et la grand’bête à tête d’homme (Gascogne und Pyrenäen) - Der Fürst der sieben goldenen Kühe - Die drei Orangen - Prinzessin mit der Laus - Die schöne Madelaine (vgl. Das Mädchen ohne Hände) - Das kleine Fräulein - Die dreizehn Fliegen - Die schlafende Schöne (vgl. Die Schöne und das Biest und Dornröschen) - Hans von Calais - La Fleur (vgl. das slowakische Märchen Der Furchtlose) - Der goldene Dragoner - Der Grüne - Der König der Raben (vgl. das norwegische Märchen Eisbärkönig Valemon) - Die Rückkehr des Herrn (vgl. Odysseus’ Rückkehr zu Penelope) - Der Menschenfresser (vgl. Odysseus’ Sieg über den Zyklopen) - Der Verschleierte - Das singende Meer, der tanzende Apfel und der wahrsagende Vogel - Der Davidswagen | - Der echte Königssohn - Der König im Turm - Das Schwert des heiligen Petrus - Die Zwillingsbrüder (vgl. Die zwei Brüder) - Die Schöne und die Häßliche (vgl. Hänsel und Gretel und Frau Holle) - Die schöne Hanna (vgl. die magische Flucht aus Der Liebste Roland ohne das Falsche-Braut-Motiv) - Der Sohn des Königs von Spanien - Der Meermann (vgl. das Motiv der falschen Braut) - Blaubart (nur teilweise wie Der Blaubart) - Die Stiefmutter (vgl. Vom Machandelbaum) - Die Putenmagd (vgl. Die Gänsehirtin am Brunnen und Das Aschenputtel) - Eselshaut (vgl. Die Schöne und das Biest am Anfang dann mehr wie das norwegische Östlich von der Sonn und westlich vom Mond) - Kleinschuh und seine Flöte - Das Schiff zu Wasser und zu Lande - Hänsel - Der kluge Stephan - Hirsekorn - Die Schlange - Die Herzmäre (anders als die m.a. Herzmäre) | - Die Söhne des Köhlers - Die Flöte - Die Sirenen - Der König der Hornmenschen - Die Zwillinge und die beiden Feen - Der Basilisk - Die sieben schönen Fräulein - Das kleine Volk - Die Bestrafung der Stadt Lourdes (vgl. Keris) - Die drei Kinder - Der Mann mit den roten Zähnen (vgl. das bretonische Märchen Das Kristallschloss) - Der geprellte Teufel - Der faule Hans (vgl. Der Meisterdieb und Rätselmärchen) - Die Männer von Sinte-Dode (vgl. Die Schildbürger) - Das Schloss der drei Wölfe (vgl. Die Bremer Stadtmusikanten) - Der Wolf, die Katze, das Gänschen und das Hühnchen (vgl. Das Rotkäppchen) - Der schlechte Mann |